# 카상가어
카상가어는 기니비사우 최서북단 국경 일대의 한 지역인 펠루페 지역에서만 사용되는 니제르콩고어족의 한 언어이다. 이 언어 화자는 대부분 만딩카어도 쓸 수 있다. 또한 자기들 고유의 종교를 믿으며 오늘날까지 내려져 오고 있다.

## 다른 이름
카상가어(Cassanga, Kassanga), 이하드자어(I-Hadja), 할어(Haal)